# Trst
Trst (italijansko Trieste, furlansko in nemško Triest) je mesto v severovzhodni Italiji ob Tržaškem zalivu, blizu slovenske meje ter sedež in obenem največje mesto italijanske avtonomne dežele Furlanija-Julijska krajina. Po podatkih iz leta 2001 je imela Občina Trst 207.069 prebivalcev, 2020 le še 203.000, sámo mesto kot naselje pa že kar nekaj tisoč manj (največje naselje v občini poleg Trsta so Opčine z okoli 8.000 prebivalci, četrtna skupnost kraškega roba pa jih ima skupaj čez 10.000). Trst je bil upravno središče Tržaške pokrajine, od leta 2016 pa je v njem sedež Julijske medobčinske zveze, ki je bila ustanovljena namesto nje, z enakim obsegom.
V Trstu je od leta 1924 tudi sedež univerze (Univerza v Trstu).
Trst je kulturno središče zamejskih Slovencev v Italiji in sedež vseh njihovih ustanov in organizacij na deželni in državni ravni, kot so mdr. Slovenski raziskovalni inštitut (SLORI), Slovensko stalno gledališče v Trstu, ki ima vlogo slovenskega kulturnega doma, Narodna in študijska knjižnica, Glasbena matica, italijanska vlada pa je z dekretom oktobra leta 2021 slovenski narodni skupnosti vrnila tudi Narodni dom v samem središču Trsta, ki je bil požgan leta 1920.

## Etimologija
Po mnenju sodobnih znanstvenikov je najverjetnejši izvor keltska beseda Tergeste – s končnico -est-, značilno za venetščino –, ki izhaja iz hipotetične ilirske besede *terg- »tržnica«, etimološko povezana z albanskim izrazom treg 'tržnica, tržnica' in starocerkvenoslovanskim  tьrgъ »tržnica« (od tod zahodnojužnoslovanski trg, tržnica, poljski targ, ruski торг in skandinavska izposojenka torg); prim. tudi Opitergium, sodobni Oderzo. Rimski avtorji so ime prečrkovali tudi kot Tergestum (po Strabonu je ime oppidum Tergestum izviralo iz treh bitk, v katerih je morala rimska vojska sodelovala z lokalnimi plemeni, TER GESTUM [BELLUM]). Sodobna imena mesta vključujejo: italijansko Trieste, slovensko Trst, nemško (in furlansko) Triest, madžarsko Trieszt, srbohrvaško Trst / Трст, poljsko Triest, grško Τεργέστη Tergésti in češko Terst.

## Zemljepisna lega
Trst leži na skrajnem severnem delu Jadrana v severovzhodni Italiji, blizu meje s Slovenijo. Mesto leži ob Tržaškem zalivu. Mestno ozemlje Trsta, zgrajeno večinoma na pobočju, leži ob vznožju mogočne strmine, ki se s Kraške planote strmo spušča proti morju. Kraško gričevje, ki omejuje mesto, sega do nadmorske višine 458 metrov. Leži na stičišču italijanske geografske regije, Balkanskega polotoka in Srednjeevropskega območja.

## Zgodovina
Trst je bil pod nadzorom Rimljanov že leta 177 pr. n. št. cesar Julij Cezar mu je podelil status kolonije z latinskim imenom Tergeste in ga leta 51 pr. n. št. omenja tudi v svojem delu Commentarii de bello Gallico.
Po razpadu Rimskega cesarstva je mesto ostalo važno trgovsko središče, predvsem zato, ker so preko njegovega ozemlja potekale vse poti med Balkanom in severno Italijo. Niti Langobardi, niti Karel Veliki niso veliko vplivali na razvoj mesta. Za časa frankovske oblasti, od 796 do 948, je sedanje ozemlje tržaške pokrajine sodilo v okvir Istrske krajine. Leta 1948 je Trst postal samostojna pokrajina in vključeval ozemlje današnjih občin Trst in Dolina, ostalo ozemlje pa je še dalje sodilo k Istri.

### Pod Habsburžani
Večji problemi so nastajali le z mogočno Beneško republiko, s katero so se Tržačani stoletja borili za prevlado na severnem Jadranu, dokler niso mesta, po večkratnem beneškem obleganju, leta 1382 prostovoljno in dokončno predali Habsburžanom. Tedaj je bila nekdanja Tržaška pokrajina razdeljena na posest Devinskih gospodov (obsegajočo nekako ozemlje sedanjih občin Devin - Nabrežina, Zgonik in Repentabor), deželo Trst (nekako današnjo občino Trst), sedanji občini Milje in Dolina pa sta bili vključeni v Beneško Istro.
Na ta način so se Tržačani sicer uradno odpovedali samostojnosti, vendar so ostali praktično avtonomni. Trgovina in promet sta se namreč lahko nemoteno razvijala. Leta 1719 je cesar Karel VI. Trst razglasil za svobodno pristanišče že pred tem pa leta 1717 prosto plovbo po Jadranu, s čimer se je začelo najpomembnejše obdobje zgodovine mesta.

### Ilirske province
Prej opisano upravno stanje je trajalo do leta 1809, ko so bile po napoleonovih osvajanjih in propadu Beneške republike ustanovljene Ilirske province.

### Znova pod Habsburžani
Leta 1813 so Avstrijci spet prevzeli oblast nad Trstom in Istro. Trst je zaradi svojega strateškega položaja in vloge najpomembnejšega trgovskega pristanišča Avstrijskega cesarstva postal vodilno trgovsko središče. 

Njegova vloga je bila še poudarjena, ko so 27. julija 1857 uradno odprli odsek Južne železnice med Ljubljano in Trstom, s čimer so Trst z železnico povezali s cesarskim Dunajem. Leta 1867 je Trst postal glavno mesto Avstrijskega primorja. Dobil je naziv »drugo mesto monarhije«, kar ga je po pomembnosti postavljalo neposredno za Dunaj.
Zanimivo je, da je bil Trst na začetku 20. stoletja s 56.000 slovenskimi prebivalci (po popisu 1910) tudi največje slovensko mesto (Ljubljana je, z nemško govorečo manjšino vred, takrat štela 52.000 prebivalcev). Skupaj s številnimi Čehi, Srbi, Hrvati, Slovaki, in Rusi so bili številčnejši od Italijanov. Predmestje je bilo skoraj popolnoma slovensko, vasi pa v celoti. Trst je bil tudi prvi in največji center slovenskega kapitala, organiziranega delavskega gibanja in tudi pomembno središče slovenske družbeno-kulturne dejavnosti.

### Prva svetovna vojna
Italijanski nacionalisti so zaradi ekonomskih razlogov, zaradi avtonomije, ki jo je mesto uživalo, in zaradi politične prevlade bogate elite, ki jo je omogočal veljavni volilni sistem, gledali na avstrijsko nadvlado načeloma z odobravanjem. Kljub temu se je vedno bolj krepil strah pred rastočim slovenskim vplivom v mestu. V obdobju pred letom 1914 je postajala vedno vplivnejša skupina skrajnežev, ki so na Trst gledali kot na »neodrešeno ozemlje« pod tujo nadvlado, njihovi pripadniki so zahtevali priključitev vseh dežel z italijanskim prebivalstvom k Italiji. V obdobju pred prvo svetovno vojno se je med večinskim italijanskim prebivalstvom vedno bolj širilo prepričanje, da avstrijska oblast podpira težnje Slovencev, da bi s tem omejila italijanski vpliv v mestu. Osebnost, ki jo je treba omeniti v zvezi z italijanskim nacionalizmom, je Wilhelm Oberdank - italijanski iredentist slovenskega rodu, znan tudi kot Guglielmo Oberdan.
| Prisotnost Slovencev na zahodu rapalske meje | Prisotnost Slovencev na zahodu rapalske meje | Prisotnost Slovencev na zahodu rapalske meje | Prisotnost Slovencev na zahodu rapalske meje | Prisotnost Slovencev na zahodu rapalske meje |
| --- | -------------------------------------------- | -------------------------------------------- | -------------------------------------------- | -------------------------------------------- |
| |                                              |                                              |                                              |                                              |
| Po prvi svetovni vojni je bilo, na podlagi rapalske pogodbe (1920), dodeljeno Kraljevini Italiji vse etnično mešano območje (Kanalska dolina, Beneška Slovenija, Spodnje Posočje z Gorico, Tržaška in severna Istra), kjer je poleg Italijanov prebivalo približno 155.000 Slovencev, in poleg tega še pretežno s Slovenci naseljen ostali del Primorske (Bovec, Kobarid, Tolmin, Srednje Posočje z Idrijo, slovenski Kras s Postojno in Ilirsko Bistrico vred), kjer je prebivalo približno 185.000 prebivalcev. |                                              |                                              |                                              |                                              |

### Prvič pod Italijo
Z razpadom Avstro-Ogrske ob koncu prve svetovne vojne leta 1918 in po podpisu mirovne pogodbe v Rapallu novembra 1920, je Trst skupaj z Istro in Kvarnerskimi otoki prešel pod Italijo, kar so sile antante s tajnim londonskim sporazumom obljubile Italiji, če izda svoje zaveznike in prestopi na njihovo stran. Tako je bila po vojni k Italiji priključena nekdanja avstrijska dežela Trst z okolico, Goriško-Gradiščanska, Istra, ter okraja Postojna in Idrija bivše Kranjske.
To je bil močan udarec za tržaško gospodarstvo, saj se je mesto znašlo na skrajnem robu države, ki sploh ni potrebovala ne njegovega pristanišča, ne njegovih trgovskih vezi in izkušenj z deželami, ki takrat niso bile zaželene kot komercialni partnerji. Mesto je obubožalo.
Poleg gmotnih težav so Tržačani kmalu izkusili tudi izgrede fašističnih skrajnežev, ki so se grobo znašali nad slovenskim prebivalstvom. Uradni napotki za »italijanizacijo« prebivalstva so bili strogo uresničeni, večinoma s silo. Slovenski kulturni center Narodni dom, delo arhitekta Maksa Fabianija so fašisti julija 1920 požgali (ob 100. obletnici požiga je bil simbolično in slavnostno vrnjen Slovencem). Večkrat so požgali in uničili uredništva slovenskih časopisov in 120 drugih slovenskih gospodarskih, delavskih in kulturnih ustanov. Že po prvi svetovni vojni se je moralo iz Trsta izseliti okrog 20.000 Avstro-Ogrskih državljanov, ki so jih nadomestili priseljenci z juga Italije, v naslednjih desetletjih se je iz Julijske krajine izselilo najmanj 105.000 Slovencev in Hrvatov. V času fašizma je bilo zaprtih več deset tisoč Slovencev. Ker je bil tržaški zapor Coroneo premajhen, so jih vozili tudi v Koprski zapor, med temi tudi bazoviške junake. V Trstu so nato uredili še mučilnice in zapore v Vili Triste, pri jezuitih, v ulici Cologna in v podzemlju trga Oberdan.

### Druga svetovna vojna
V času druge svetovne vojne je bil Trst predmet spopadov, saj so si ga lastile vse strani. V mestu samem so bili močno zastopani Judje, italijanski iredentisti, Slovenci, pripeljani domobranci, ustaši, četniki, Ukrajinci, Poljaki in razni drugi kolaboracionisti iz vsega vzhodnega dela Evrope, kar je povzročalo nevarna trenja.
Po kapitulacij Italije, 8. septembra 1943, so Primorsko zasedli nemški okupatorji in jo vključili v Operacijsko Cono Jadranskega Primorja (nemško Operazionszone Adriatisches Küstenland). Leta 1944 je Gestapo  začela uporabljati Rižarno kot koncentracijsko taborišče s krematorijem, je tudi napetost med prebivalci pogubila veliko ljudi. Ocenjuje se, da je v Rižarni bilo pobitih okoli 4000 internirancev, v veliki večini Slovencev.  
V Trstu je ves čas vojne deloval tudi posebni inšpektorat italijanske policije Kraljevine Italije, nato pa Republike Salo, od katerega je najbolj znana njegova politična sekcija, imenovana Banda Collotti. Skozi prostore tega inšpektorata je šlo okrog 5000 antifašistov, po večini Slovencev. Trst je imel tudi močno kolaboracionistično Guardio civico (mestna straža), ki je pobite aktiviste OF in partizane metala v opuščen bazovski šoht, danes italijanski nacionalni spomenik »Foiba di Basovizza«.
3. avgusta 1944, je bila ustanovljena Komanda mesta Trst (KMT), krovna organizacija vseh antifašističnih projugoslovanskih organizaciji v Trstu z nalogo vodenja in usklajevanja mestne gverile.
Aprila 1945 je štela okrog 2.500 privržencev, pretežno tržaških delavcev, in je delovala kot sestavni del 9. korpus, oziroma JA, pri pripravi splošne vstaje, zaključnih bojev ter prevzema o blasti. 
28. aprila so privrženci KMT začeli izvajati organizirane odporniške akcije, v škodo nemških oboroženih sil in njihovih kolaborantov, v pričakovanju jugoslovanskih oboroženih sil.
1. maja 1945 so enote 9. korpusa slovenske NOVJ, 4. armade JA in delavski bataljoni, pod vodstvom OF, osvobodile Trst iz rok nemške vojske, ki je bila Trst zasedla po kapitulaciji fašistične Italije leta 1943. Takoj za tem so še istega dne prispele v Trst tudi novozelandske zavezniške enote, ki so do tedaj čakale v Štivanu, na robu občine. 
Oblast v mestu so prevzeli Jugoslovani. Kot razlaga Poročilo slovensko-italijanske zgodovinsko-kulturne komisije, so "Slovenci doživeli dvojno osvoboditev: izpod italijanske države in izpod nemške okupacije, za ljudi pa je to bil predvsem konec četrtstoletnega fašizma. Hkrati pa so Italiji naklonjeni prebivalci Julijske krajine doživljali jugoslovansko zasedbo kot najtemačnejši trenutek v svoji zgodovini, ko je prišlo do osebnih maščevanj in aretacij številnih vojnih zločincev, bivših fašistov in kolaboracionistov po večini Italijanov, a tudi Slovencev, ter v deportaciji velikega števila vojakov in civilistov, ki so deloma shirali ali umrli med deportacijo, po zaporih in po taboriščih za vojne ujetnike v raznih krajih Jugoslavije." (med njimi je treba omeniti zloglasno taborišče v Borovnici).
12. junija 1945 je morala Jugoslovanska armada, pod pritiskom zahodnih zaveznikov,  zapustiti Trst. Po njihovem odhodu je italijanska stran, tudi njihovo odporniško gibanje, začela z veliko propagando o domnevnih fojbah, v katerih naj bi končalo najprej 600 Italijanov in nekaj novozelandskih vojakov, vendar ko so angleške inženirske enote očistile tako imenovano Bazoviško fojbo, so iz nje potegnile le 13 trupel, od tega 7 protifašistov, žrtev italijanskega kolaboracionizma, 5 trupel nemških vojakov, nekaj konjskih kadavrov in ostankov vozov, ter truplo vojnega zločinca Maria Fabiana, pomočnika Gaetana Collottija, ki ga je vojaško sodišče kot edinega obsodilo na smrt, pa ga domačini niso hoteli pokopati na svojem pokopališču.

### Po drugi svetovni vojni
Po 40-dnevnem obdobju jugoslovanske ljudske oblasti v Trstu, ob koncu druge svetovne vojne so se morale jugoslovanske vojaške enote umakniti za t.i. Morganovo linijo. Po sporazumu, ki je bil podpisan v Devinu 20. junija 1945, med angloameriško in jugoslovansko stranjo, »je bila ponovno uvedena Julijska krajina«. 
Z uveljavitvijo pariške mirovne pogodbe je bilo septembra 1947 ustanovljeno Svobodno tržaško ozemlje (STO) pod upravo zavezniških sil.
Svobodno tržaško ozemlje je bilo razdeleno da dva dela: v cono A in v cono B.
 
Cono A, ki je obsegala Trst z okolico in železniško progo, so upravljali Angloameričani. Do avtohtonega slovenskega prebivalstva so bili skrajno nenaklonjeni, zato so v svojo policijo vključevali tudi bivše vojne zločince iz Mussolinijevega posebnega inšpektorata, v slovenske šole pa kot učitelje nameščali kolaboracionistične politične emigrante iz Slovenije. Razveljavili so vso pravno ureditev prejšnje jugoslovanske uprave in vrnili v prakso staro fašistično zakonodajo, kot na primer o poitalijančevanju slovenskih imen, začasno prepovedali izhajanje Primorskega dnevnika, streljali na Slovence v Škednju, ki so demonstrirali za priključitev k Jugoslaviji in pri tem dva ubili, dvajset pa ranili, dovolili ponovne napade fašistov na slovenske kulturne domove, pri enem od teh je bila ubita tudi enajstletna Emilia Vrabec, omogočali delovanje starim fašističnim, ustaškim, četniškim in domobranskim organizacijam itd.

Cona B, ki je obsegala severni del Istre do reke Mirne, je bila pod jugoslovansko vojaško upravo.
STO je prenehalo obstajati z londonskim memorandumom iz leta 1954.

Cona A s Trstom vred je bila priključena Italiji, Cona B pa Jugoslaviji.
Meja med Italijo in Jugoslavijo je bila dokončno potrjena z osimskim sporazumom, ki sta ga podpisali Socialistična federativna republika Jugoslavija in Republika Italija 10. novembra 1975 v italijanskem mestu Osimo, ni pa bila nikoli pravno urejena priključitev Cone A k Italiji, zato se je v Trstu ustanovilo novo gibanje za Samostojni Trst.

## Zanimivosti Trsta
Iz rimske dobe je v mestu in okolici veliko ostankov, na primer dobro ohranjeno gledališče v središču. Na griču Svetega Justa so ob gradu ostanki civilne bazilike in druge izkopanine iz rimske dobe in prvih časov krščanstva, na katerih je bila zgrajena sedanja cerkev. V zadnjih letih je bil delno obnovljen stari predel mesta. Pri tem so bila odkrita obsežna arheološka najdišča, ki jih še raziskujejo.
V tako imenovani Terezijanski četrti (zgrajena je bila za časa vladavine cesarice Marije Terezije z bonifikacijo tamkajšnjih solin)  stojijo arhitektonsko zanimiva poslopja, večinoma iz 19. stoletja (gl. Staro mesto): Tergesteo, Palača Carciotti, Glavna pošta, Palača Gopčevič, Vojaška bolnišnica, Gledališče Miela, Mestni muzej Sartorio, Muzej Revoltella (osrednja tržaška galerija) in druge. Veliki trg je bil priča vsem večjim zgodovinskim dogodkom, saj se nahaja na obali, je prav tako obkrožen z zanimivimi palačami. Razen Občinske palače, so tukaj Lloyd, Vladna palača, Vanoli, palača Stratti, Pitteri in Modello.
Politeama Rossetti ali Gledališče Rossetti je najpomembnejše gledališče v Trstu, kjer ima sedež Stalno gledališče Furlanije-Julijske krajine (Teatro Stabile del Friuli Venezia Giulia), ki je eno najpomebnejših italijanskih javnih gledališč. Poleg njega so v Trstu tudi gledališča: operno Teatro Verdi, Teatro Miela, stalno tržaško gledališče La Contrada, ter Slovensko stalno gledališče Trst, kakor tudi Teatrino Franco e Franca Basaglia, ki je bilo 2008 ustanovljeno pri tržaški psihiatrični bolnišnici.
Veliko zanimivosti je tudi v neposredni okolici mesta, med katerimi je grad Miramar (italijansko Castello di Miramare), zgrajen konec 19. stoletja v romantičnem slogu za avstrijskega nadvojvodo Maksimilijana in njegovo ženo Šarloto Belgijsko. V njegovi bližini je Mednarodno središče Abdusa Salama za teoretično fiziko (ICTP), ki deluje pod okriljem UNESCO in IAEA, kjer je tudi sedež enega od odsekov Univerze v Trstu.
V Trstu je osrednji sedež Slovenskega raziskovalnega inštituta (SLORI).
Kot posebno tehnično zanimivost velja omeniti tudi Openski tramvaj, ki povezuje trg Oberdan v centru Trsta z Opčinami.

## Kultura
Ob koncu 19. stoletja je bil Trst živahno kozmopolitansko mesto, v katerem so se prepletale slovenska oz. slovanska, italijanska in nemška kultura, ter je navdihovalo pisatelje, pesnike in umetnike, kot so bili Ivan Tavčar, Ivan Cankar, Dragotin Kette, Igo Gruden, Italo Svevo, Umberto Saba, Matthaeus Pertsch, Rainer Maria Rilke, James Joyce, Richard Francis Burton.

## Trst in Slovenci
Najstarejša »priča« slovenskega prebivalstva v Trstu je arhiv benediktincev pri cerkvi Svetih mučencev (1114–1738), iz katerega je razvidna navzočnost Slovencev v velikem številu, bodisi v mestni okolici, kot v centru. V Štivanski cerkvi pri Trstu pa so odkrili rokopise, ki so nastali med 8. in 10. stoletjem, v katerih so zabeležena imena slovanskih knezov Pribine in Koclja. Iz študij Pavla Merkuja se da razbrati, da je še v 15. stoletju približno tretjina Tržačanov bila slovenskega porekla, oziroma slovensko govoreča. Ostali dve tretjini sta italijansko-beneška in tržaško-furlanska (t. i. »tergestinsko narečje«, ki je dokončno izginilo v prvi polovici 19. stoletja). To razmerje se je ohranilo vse do poznega 18. stoletja. 
Pestra jezikovna struktura prebivalstva je opisana v poročilu namenjenemu cesarici Mariji Terezijil, ki ga je napisal Nikolaus von Hamilton, intendant tržaškega okrožja med letoma 1749 in 1768:
»... v Trstu so prebivalci treh različnih jezikov, italijanskega, tržaškega in slovenskega. Posebnega tržaškega jezika, ki ga rabi preprosto ljudstvo, Italijani ne razumejo. Mnogi prebivalci v mestu in vsi v okolici govorijo le slovensko.
Šele uvedba proste luke in ekonomski razmah, ki ji je sledil, sta spremenila razmerje med etničnimi skupinami v mestu. Leta 1848 je Pietro Kandler, hoteč poudariti italijanski značaj Trsta, ugotovil: 
»V mestu je preko 50 tisoč italijansko govorečih ljudi, na podeželju preko 3 tisoč, kjer je 14 tisoč slovensko govorečih; vsega skupaj je v občini 21 tisoč Slovencev proti več kot 53 tisoč Italijanov.«
| Sestava prebivalstva po popisu iz leta 1910 | Sestava prebivalstva po popisu iz leta 1910 | Sestava prebivalstva po popisu iz leta 1910 | Sestava prebivalstva po popisu iz leta 1910 | Sestava prebivalstva po popisu iz leta 1910 |
| ------------------------------------------- | ------------------------------------------- | ------------------------------------------- | ------------------------------------------- | ------------------------------------------- |
|                                             |                                             |                                             |                                             |                                             |
| italijansko govoreči (118.959)              | italijansko govoreči (118.959)              |                                             | 51.9%                                       | 51.9%                                       |
| slovensko govoreči (56.916)                 | slovensko govoreči (56.916)                 |                                             | 24.8%                                       | 24.8%                                       |
| nemško govoreči (11.856)                    | nemško govoreči (11.856)                    |                                             | 5.1%                                        | 5.1%                                        |
| druge narodnosti (3.182)                    | druge narodnosti (3.182)                    |                                             | 1.4%                                        | 1.4%                                        |
| tujci (38.597)                              | tujci (38.597)                              |                                             | 16.8%                                       | 16.8%                                       |

V ocenah Kandlerja so furlansko govoreči pripisani Italijanom, kar je od tedaj postala navada. Avstrijski podatki sicer tega razmerja ne omenjajo, poudarjajo pa seveda prisotnost nemško govorečega prebivalstva. Po avstrijskem popisu iz leta 1910 je v Trstu živelo 52 % Italijanov, 25 % Slovencev, 5 % Nemcev, 1 % drugih narodov (Srbov/Hrvatov, Čehov, Poljakov, Rutencev, Romunov in Madžarov) ter 17 % tujih državljanov.
Omeniti je treba, da je bil popis izveden na podlagi pogovornega jezika prebivalstva (Staatsangehoerige nach der Umgangssprache) in državljanstva (Staatsfremde), zato je pomemben podatek o "drugih" prebivalcih. Kar 23 % prebivalstva ni govorilo ne slovensko ne italijansko, pač pa 5,22 % nemško, 1,06 % srbohrvaško, 0,34 % "drugače" (češko, poljsko, rusinsko, romunsko in madžarsko) in kar 16,99 % je bilo tujih državljanov. Za tuje državljane so seveda smatrani ljudje, ki niso pripadali Avstro-Ogrski, zato kljub številnosti niso tako podrobno našteti kot omenjeni "drugi". Iz podatkov o religiji prebivalstva lahko ugibamo, da so to bili v dobri meri Grki (1.956 pravoslavnih in 66 grškokatoliških) in Britanci (2.606 raznih protestantov).
Za popoln pregled narodnostnih manjšin je treba tudi upoštevati Jude, ki so bili v Trstu prisotni v znatnem številu (5.498 oseb), a jih ta statistika omenja samo v zvezi z religijo, saj je bil njihov pogovorni jezik večinoma italijanski.Čeprav je imela v Avstro-Ogrski slovenščina status notranjega uradnega jezika, pa je bila njena raba v Trstu vseskozi zelo omejena, saj so avtonomno tržaško občino vodili italijanski nacionalisti (Nacionalnoliberalna stranka), ki so na številne načine omejevali in celo preganjali rabo slovenskega jezika v mestu in bližnji okolici.
| Pogovorni jezik po posameznih delih Trsta ob popisu 1910: | Pogovorni jezik po posameznih delih Trsta ob popisu 1910: | Pogovorni jezik po posameznih delih Trsta ob popisu 1910: | Pogovorni jezik po posameznih delih Trsta ob popisu 1910: | Pogovorni jezik po posameznih delih Trsta ob popisu 1910: | Pogovorni jezik po posameznih delih Trsta ob popisu 1910: | Pogovorni jezik po posameznih delih Trsta ob popisu 1910: |
|                                                           | Italijanski                                               | %                                                         | Slovenski                                                 | %                                                         | Drugi                                                     | %                                                         |
| Trst mesto                                                | Trst mesto                                                | Trst mesto                                                | Trst mesto                                                | Trst mesto                                                | Trst mesto                                                | Trst mesto                                                |
| --------------------------------------------------------- | --------------------------------------------------------- | --------------------------------------------------------- | --------------------------------------------------------- | --------------------------------------------------------- | --------------------------------------------------------- | --------------------------------------------------------- |
| Sveti Vid                                                 | 12.542                                                    | 58,27                                                     | 3.044                                                     | 14,14                                                     | 5.937                                                     | 27,58                                                     |
| Staro mesto                                               | 11.797                                                    | 60,53                                                     | 795                                                       | 4,08                                                      | 6.896                                                     | 35,39                                                     |
| Novo mesto                                                | 11.815                                                    | 49,65                                                     | 4.501                                                     | 18,91                                                     | 7.482                                                     | 31,44                                                     |
| Nova mitnica                                              | 15.352                                                    | 59,46                                                     | 3.100                                                     | 12,01                                                     | 7.366                                                     | 28,53                                                     |
| Stara mitnica                                             | 28.589                                                    | 66,69                                                     | 3.495                                                     | 8,15                                                      | 10.783                                                    | 25,15                                                     |
| Sveti Jakob                                               | 15.290                                                    | 60,90                                                     | 4,749                                                     | 18,92                                                     | 5.068                                                     | 20,19                                                     |
| Tržaška predmestja                                        |                                                           |                                                           |                                                           |                                                           |                                                           |                                                           |
| Barkovlje                                                 | 458                                                       | 16,22                                                     | 2,081                                                     | 73,72                                                     | 284                                                       | 10,06                                                     |
| Kadinj                                                    | 3.380                                                     | 63,17                                                     | 942                                                       | 17,60                                                     | 1.029                                                     | 10,23                                                     |
| Zgornja Čarbola                                           | 3.492                                                     | 55.47                                                     | 1.444                                                     | 22,94                                                     | 1.359                                                     | 21,59                                                     |
| Kolonja                                                   | 541                                                       | 30,53                                                     | 943                                                       | 53,22                                                     | 288                                                       | 16,25                                                     |
| Greta                                                     | 1.425                                                     | 43,33                                                     | 1.522                                                     | 46,28                                                     | 342                                                       | 10,40                                                     |
| Vrdela                                                    | 2.701                                                     | 32,36                                                     | 4.835                                                     | 57,93                                                     | 811                                                       | 9,72                                                      |
| Lonjer                                                    | 30                                                        | 3,36                                                      | 842                                                       | 94,29                                                     | 21                                                        | 2,35                                                      |
| Rojan                                                     | 934                                                       | 25,60                                                     | 2.367                                                     | 64,88                                                     | 347                                                       | 9,51                                                      |
| Rocol                                                     | 3.259                                                     | 46,13                                                     | 2.679                                                     | 37,92                                                     | 1.127                                                     | 15,95                                                     |
| Sv. M. Mag. Sp.                                           | 627                                                       | 17,66                                                     | 2.690                                                     | 75,77                                                     | 233                                                       | 6,56                                                      |
| Sv. M. Mag. Zg.                                           | 1.761                                                     | 37,86                                                     | 2.301                                                     | 49,47                                                     | 589                                                       | 12,66                                                     |
| Škorklja                                                  | 2.652                                                     | 40,86                                                     | 2.502                                                     | 38,55                                                     | 1.337                                                     | 20,60                                                     |
| Škedenj                                                   | 1.431                                                     | 26,64                                                     | 3.211                                                     | 59,77                                                     | 730                                                       | 13.59                                                     |
| Tržaška okolica                                           |                                                           |                                                           |                                                           |                                                           |                                                           |                                                           |
| Bane                                                      | 25                                                        | 10,64                                                     | 210                                                       | 89,36                                                     | 0                                                         | 0                                                         |
| Bazovica                                                  | 16                                                        | 1,83                                                      | 851                                                       | 97,59                                                     | 5                                                         | 0,57                                                      |
| Kontovel                                                  | 44                                                        | 4,39                                                      | 954                                                       | 95,11                                                     | 5                                                         | 0,50                                                      |
| Grpeč                                                     | 4                                                         | 0,95                                                      | 418                                                       | 99,05                                                     | 0                                                         | 0                                                         |
| Lipica (1)                                                | 0                                                         | 0                                                         | 83                                                        | 89,25                                                     | 10                                                        | 10,75                                                     |
| Miramar                                                   | 9                                                         | 12,68                                                     | 22                                                        | 30,99                                                     | 40                                                        | 56,34                                                     |
| Opčine                                                    | 159                                                       | 7,34                                                      | 1.929                                                     | 89,02                                                     | 79                                                        | 3,65                                                      |
| Padriče                                                   | 0                                                         | 0                                                         | 293                                                       | 97,34                                                     | 8                                                         | 2,66                                                      |
| Prosek                                                    | 84                                                        | 6,80                                                      | 1.139                                                     | 92,15                                                     | 13                                                        | 1,05                                                      |
| Križ                                                      | 180                                                       | 10,12                                                     | 1.526                                                     | 85,83                                                     | 72                                                        | 4,05                                                      |
| Trebče                                                    | 17                                                        | 2,15                                                      | 774                                                       | 97,73                                                     | 1                                                         | 0,13                                                      |
| Skupno                                                    | 118.614                                                   | 52,23                                                     | 56.242                                                    | 24,76                                                     | 52.262                                                    | 23,01                                                     |

(1) Danes v Sloveniji
Stanje se je še bolj poslabšalo, ko je po prvi svetovni vojni Trst bil dodeljen Italiji, saj je fašistični režim skušal na vse načine, tudi z nasilnimi dejanji, zbrisati prisotnost kakršnekoli sled slovenske prisotnosti.
Tudi po padcu fašističnega režima in po drugi svetovni vojni so nacionalistični krogi italijanske buržoazije še vedno skušali omejiti socialni razvoj slovenskega prebivalstva, tudi v kratkem obdobju, ko je mesto pod zavezniško vojaško upravo (1945-1954); odnos, ki so ga izkazovali nacionalistični italijanski krogi do slovenskega prebivalstva je najbolje opisan v poročilu, ki ga je leta 1948 napisal britanski politični svetovalec:  
»Omejeni tržaški politični voditelji so se s svojim šovinističnim pogledom na stvari vedli, kot da bi bila cona A že priključena Italiji,...«
Njihove zahteve so bile usmerjene proti vsakemu ukrepu, ki bi bil kakorkoli ugoden za Slovence. Ta negativen odnos izhaja tudi iz nekega angleškega dokumenta:
»Italijani so bili dolgo vajeni gledati na Slovence skoraj kot na podljudi. Njihov odnos je mogoče primerjati s tistim, ki ga imajo južnjaki v Ameriki do črncev«
Danes so se razmere izboljšale, Slovencem v Trstu italijanska država vsaj načeloma in zakonsko jamči možnost uporabe slovenskega jezika v javnih ustanovah in v javnem obveznem šolstvu.

## Gospodarstvo
Trst je predvsem pristaniško mesto, pristaniška dejavnost še danes (čeprav v manjši meri) predstavlja gonilno silo za vse ostale gospodarske panoge. Ladijski pretovor tržaškega pristanišča je leta 2021 presegel 55 milijonov ton blaga (37 milijonov ton surove nafte in 18 milijonov ton drugega blaga).

## Fotogalerija
- Grad Miramar
- Stolnica svetega Justa
- Občinska palača
- Kanal Grande
- Svetilnik zmage
- Openski tramvaj

### Trst nekoč
- Trst v 17. stoletju, po Valvasorju
- Trst okoli leta 1880, stolnica sv. Justa
- Pogled na Trst z griča sv. Justa okoli leta 1880
- Tržaško pristanišče leta 1885
- Trst okoli leta 1880
- Trst okoli leta 1880, gledališče
- Pročelje zgradbe na Borznem trgu (1880)
- Trst okoli leta 1880, Spomenik Karlu V.
- Trst okoli leta 1880
- Trst okoli leta 1880, stari svetilnik v Trstu
- Trst okoli leta 1880, pristanišče
- Trst okoli leta 1880, pristaniško skladišče
- Trst okoli leta 1880, Mestni park